# Danazol

Strukturformel

Danazol är ett syntetiskt hormon som används nästan enbart för intervallbehandling av endometrios. Det försätter patienten i klimakteriet på kemisk väg. 
Danazol såldes under namnet Danocrine, men är numera avregistrerat.